# Aufstieg (Film)
Aufstieg (alternativer Fernsehtitel: Die Erhöhung) ist ein sowjetischer Spielfilm aus dem Jahr 1977 nach der Erzählung Die Schlinge (1970; Originaltitel: Sotnikow).

## Handlung
Der Film spielt im Winter 1942. An der Ostfront in Belarus fliehen sowjetische Partisanen vor den Deutschen im tiefen Schnee in einen Wald. Die Gruppe besteht auch aus Frauen, Kindern und alten Menschen. Die Lebensmittel sind aufgebraucht. Der Offizier der Roten Armee Sotnikow und der Partisan Rybak werden ausgewählt, auf in der Nähe liegenden Bauernhöfen Lebensmittel zu beschaffen. Sotnikow ist schwer krank, schleppt sich nur mit Mühe durch den Schnee. Ohne die Hilfe Rybaks hätte er keine Chance, den langen Weg zu überleben. Der erste Bauernhof, den sie erreichen, wurde von den Deutschen völlig niedergebrannt. Essen finden sie hier nicht. Sie müssen weiter. Denn ohne Lebensmittel wollen sie nicht zu ihrer Gruppe zurückkehren. Erste Nahrung erhalten sie bei einem alten Ehepaar. Dort erhalten sie keine Lebensmittel für eine so große Gruppe wie die ihrige, entwenden aber dennoch ein Schaf. Den alten Mann halten sie für einen Kollaborateur, lassen ihn jedoch leben. Als sie auf eine deutsche Miliz treffen, kommen sie fast ums Leben, können aber noch in höchster Not fliehen. Hierbei wird Sotnikow verwundet, während ein deutscher Soldat beim Gefecht verletzt wird. Nun kommen sie zu einem bewohnten Bauernhof, wo sie zunächst nur auf Kinder treffen, und können erste Nahrung zu sich nehmen. Die Mutter kommt zurück und weiß um die Gefahr, wenn sie Partisanen beherbergt. Als die Miliz auf dem Bauernhof erscheint, versteckt sie die Männer auf dem Heuboden. Dort werden sie entdeckt. Sotnikow, Rybak und die Frau werden gefangen genommen. Die Kinder bleiben allein zurück.
Sie werden in die Stadt verbracht, wo die Deutschen ihr Hauptlager errichtet haben. Dort werden sie von dem russischen Nazi-Verhörer Portnow verhört und gefoltert. Der todkranke Sotnikow widersetzt sich der Folter und schweigt. Angst empfindet er nun nicht mehr und zeigt seinem Verhörer Portnow seine menschliche Überlegenheit. Rybak sucht eine Möglichkeit weiter zu leben und begeht Verrat. Sotnikow, die Bauersfrau Demtschicha, der mutmaßliche Kollaborateur und das junge Mädchen Basia werden zum Tode verurteilt. Auf dem Kasernenhof erfährt Sotnikow vom Verrat Rybaks und dessen Aufnahme in die Polizei. Die vier zum Tode Verurteilten werden einen langen Berg hinaufgeführt bis hin zum Marktplatz des Ortes. Dort sind vier Galgen aufgebaut. Die russische Bevölkerung des Ortes soll zur Abschreckung der Hinrichtung beiwohnen. Rybak dient den Deutschen als Helfer bei der Hinrichtung.
Rybak kann seine Schuld nicht ertragen. Nach der Hinrichtung sucht er eine Möglichkeit zu fliehen, findet sie jedoch nicht. Mit seinem Gürtel versucht er sich zu erhängen. Auch dies misslingt. Er bleibt in seiner verzweifelten Lage stecken.

## Produktion und Veröffentlichung
Der Film wurde am 2. April 1977 in der Sowjetunion uraufgeführt und hatte über 10 Millionen Zuschauer.

## Kritiken
„Episch breit und streckenweise etwas pathetisch inszeniert, jedoch ungemein fesselnd durch die differenzierte Charakterzeichnung und die intensive Darstellung der Hauptfigur.“

## Auszeichnungen
Der Film nahm am Wettbewerb der Berlinale 1977 teil und gewann den Goldenen Bären. Er gewann bei diesem Festival außerdem den FIPRESCI-Preis sowie den OCIC Award. In einer 2018 durchgeführten Umfrage des BBC, in der 384 Filmexperten zu den besten Filmen befragt wurden, bei denen Frauen Regie geführt haben, belegte der Film den 11. Platz. In der alle zehn Jahre stattfindenden Umfrage des britischen Filmmagazins Sight & Sound zu den besten 100 Filmen aller Zeiten belegte der Film 2022 bei den 480 Regisseuren den 72. Platz.